# Maria Guleghina
Maria Guleghina (také Maria Agasovna Guleghina, ukrajinsky Марія Агасівна Гулегіна, arménsky Մարիա Գուլեգինա, * 9. srpna 1959 Oděsa) je arménsko-ukrajinská operní sopranistka, která se specializuje na italský repertoár.
Je považována za jednu z nejvýznamnějších dramatických sopranistek své generace s vřelým a bohatým hlasem a s velkou dramatičností na jevišti. Pro svůj hlas byla nazývána sopranistkou s Verdim proudícím v žilách nebo vokálním zázrakem.
Guleghina má za sebou 160 vystoupení v newyorské Metropolitní opeře. V milánské La Scale účinkovala v 16 různých operních produkcích a také ve dvou sólových pěveckých programech.
Guleghina je v současnosti občankou Lucemburska, kde žije se svou rodinou. Je členkou Mezinárodního paralympijského poradního výboru a od roku 2009 velvyslankyní dobré vůle UNICEF.

## Život

### Dětství
Maria Guleghina se narodila 9. srpna 1959 v ukrajinském městě Oděsa, která v té době byla součástí Sovětského svazu. Je dcerou arménského otce a ukrajinské matky. Studovala na Hudební konzervatoři u Jevgenije Ivanova (1936–1991), který ji vedl i po ukončení studia.
Svou profesionální kariéru zahájil v roce 1985 ve Státní opeře v Minsku (Bělorusko) titulní rolí Jolanty ve stejnojmenné opeře Petra Iljiče Čajkovského. Soubor odmítl uvádět italské opery v původním jazyce, a proto opustila Sovětský svaz, aby se mohla věnovat mezinárodní kariéře.

### Kariéra

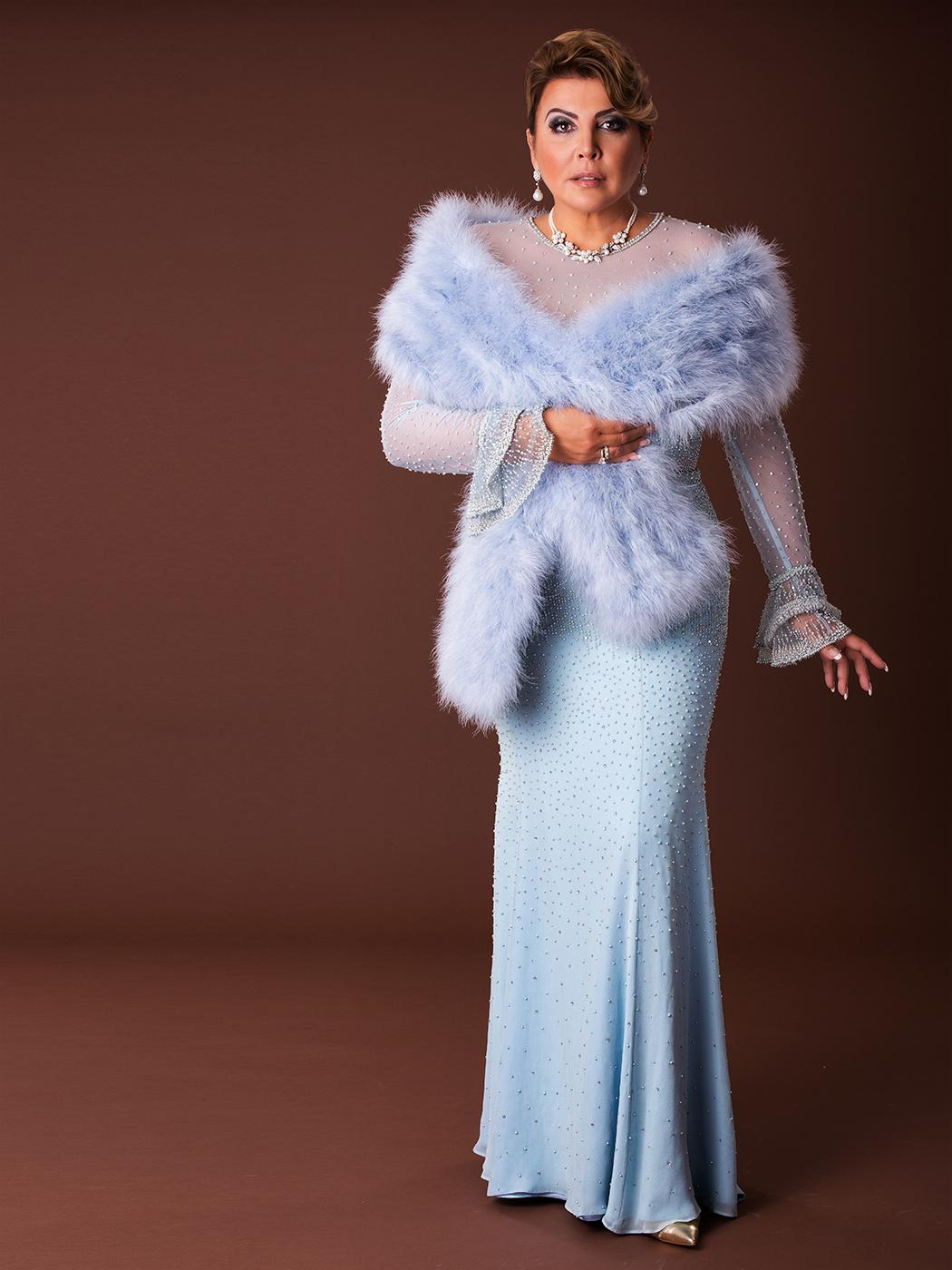
Maria Guleghina, 2013

V roce 1987 se objevila v Maškarním plese v milánské La Scale, kde hrála Amélii po boku Luciana Pavarottiho, který zpíval roli Ricarda.
Na předních evropských operních scénách ve městech jako Vídeň, Mnichov, Hamburk a Londýn zpívala v operách I due Foscari, Manon Lescaut a Tosca. V roce 1995 debutovala v pařížské opeře v inscenaci Nabucco, kde ztvárnila roli Abigail.
V Americe debutovala v roce 1990, kdy vystoupila v Metropolitní opeře v New Yorku opět s Pavarottim s dílem Andrea Chénier, v němž ztvárnila Maddalenu. Vystupovala také v Sanfranciské opeře a Lyrické opeře v Chicagu. V roce 2005 ohromila publikum při verdiovském recitálu v Teatro Colón v Buenos Aires, kam se vrátila v roce 2019 jako protagonistka Turandot.
Zpívala díla jako Ernani, Simon Boccanegra, Sedlák kavalír, Fedora a přidala další náročnější role jako Odabellu v Attilovi a Lady Macbeth v Macbethovi, čímž rozšířila svůj repertoár.
V roce 1992 vystoupila v Mariinském divadle v Petrohradě v roli Lízy v Čajkovského opeře Piková dáma. Guleghina také mnohokrát vystupovala v Japonsku, dvakrát v rámci turné La Scaly po Japonsku. Získala tam velkou fanouškovskou základnu. Árii z Aidy zazpívala při otevření nové Národní opery v norském Oslu.
Zazpívala na závěrečném ceremoniálu Zimních olympijských her 2010 ve Vancouveru při předávání olympijské vlajky. Zahájila paralympijské hry v Soči v roce 2014, když zazpívala Kozáckou ukolébavku na ledoborci, který ji přenášel přes stadion.

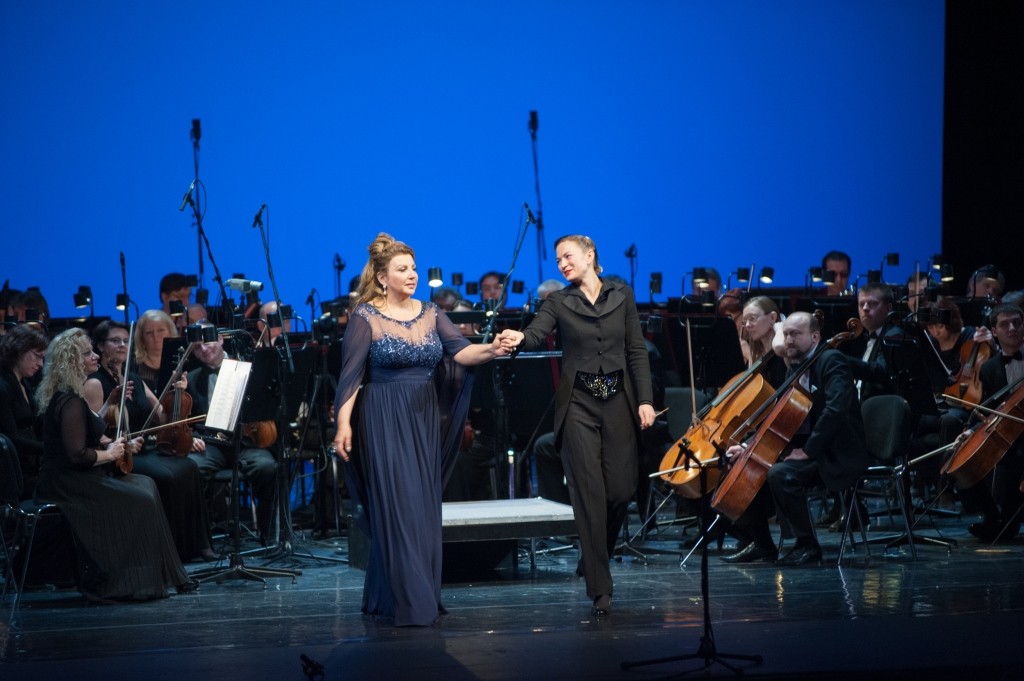
Maria Guleghina a dirigentka Alevtina Ioffe, 2012

V roce 2016 se Guleghina po desetileté absenci vrátila do Královské opery v Londýně, aby zde provedla Toscu. Do moskevského Velkého divadla se vrátila jako Eboli ve Verdiho eposu Don Carlos.
V roce 2017 vystoupila v Metropolitní opeře v Pucciniho opeře Turandot a ve stejném roce se objevila ve Verdiho Nabuccovi v roli Abigaille.
V roce 2018 debutovala v opeře Richarda Wagnera Parsifal v Mariinském divadle v Petrohradu pod taktovkou Valerije Gergijeva. V roce 2019 si tuto roli zopakovala v Sofijské národní opeře pod vedením Constantina Trinkse.

## Repertoár
- Giuseppe Verdi: Aida (Aida), La Traviata (Violetta), Attila (Odabella), Otello (Desdemona), Macbeth (Lady Macbeth), Nabucco (Abigaille), La Forza del Destino (Eleonora), Ernani (Elvíra), Oberto (Leonora), I Due Foscari (Lucrezia), Trubadúr (Leonora), I vespri siciliani (Elena), Un Ballo in in Maškarník (Amélie), Simon Boccanegra (Amélie), Don Carlo (Elisabetta), Requiem (soprán), Giovanna d'Arco (Giovanna d'Arco)

- Giacomo Puccini: Tosca (Tosca), Manon Lescaut (Manon Lescaut), Il Tabarro (Giorgetta) Turandot (Turandot)

- Petr Iljič Čajkovskij: Eugène Oněgin (Taťána), Jolanta (Jolanta), Piková dáma (Líza), Panna orleánská (Janna), Mazeppa (Maria)

- Sergej Rachmaninov: Aleko (Zemfira), Francesca da Rimini (Francesca da Rimini)

- Umberto Giordano: Andrea Chénier (Maddalena), Fedora (Fedora)

- Gioacchino Rossini: Lazebník sevillský (Rosina)

- Pietro Mascagni: Sedlák kavalír (Santuzza)

- Ermanno Wolf-Ferrari: Sly (Dolly)

- Vincenzo Bellini: Norma (Norma)
- Árie: Donizettiho, Belliniho, Pucciniho, Monteverdiho, Pergolesiho, Scarlattiho, Glinky, Čajkovského, Rachmaninova, Bacha a další

## Nahrávky
- Andrea Chenier, DVD, Teatro Communale di Bologna (TDK)
- Macbeth, DVD, Liceu v Barceloně (Opus Arte)
- Nabucco, DVD, Metropolitní opera, s Jamesem Levinem (DG)
- Pasión de Verismo (TMR), živá nahrávka koncertu árií
- Rachmaninovovy pašije (TMR), nahrávka Romancí
- Macbeth, DVD, nahráno v Metropolitní opeře v New Yorku

## Ocenění
- 2009: Premio Puccini 2009 (za nejlepší Pucciniho výkon)
- 2001: Premio Bellini
- 1999: Zlatá medaile na festivalu v Ósace
- 1996: Premio Giovanni Zanatello (debut ve Veronské aréně)
- Zlatá medaile Marie Zamboni
- Premio Arte e Operosita nel Mondo Milan
- Řád svaté Olgy (nejvyšší řád Ruské pravoslavné církve)